# رامندو ماجومدار
راماندو ماجومدار (زادهٔ ۹ اوتِ ۱۹۴۱) بازیگر و کارگردانِ تئاترِ بنگلادشی، رئیسِ مؤسّسهٔ تئاترِ بین‌الملل و برندهٔ اکوشی پاداک است.